# Only U
"Only U" é uma canção da cantora americana Ashanti. É o primeiro single do seu terceiro álbum de estúdio, Concrete Rose. A introdução da canção utiliza uma amostra da música "Why You Treat Me So Bad", de Club Nouveau.

## Remix
O remix oficial foi incluído no álbum de compilação, Collectables by Ashanti, com a participação de Caddillac Tah, Merce, Ja Rule e Black Child. Existe outro remix em que Caddillac Tah e Young Merc são substituídos por Cam'ron  e Juelz Santana.

## Videoclipe
Existem duas versões oficiais do videoclipe, ambas dirigidas por Hype Williams e filmadas em Vancouver e na Cidade do México. A primeira versão é o vídeo original e a segunda versão é a Dance Version, que só foi exibida no BET. Durante as cenas do chuveiro pode ser visto as garrafas do produto de cabelo Herbal Essences, pois Ashanti se tornou porta-voz da empresa de produtos capilares.

## Faixas e formatos
| Europa CD single |                           |         |  |
| N.º              | Título                    | Duração |  |
| 1.               | "Only U"                  | 3:07    |  |
| 2.               | "Turn It Up" (Radio Edit) | 4:21    |  |
| 3.               | "Spend The Night"         | 3:30    |  |
| 4.               | "Only U" (videoclipe)     | 3:41    |  |

| Europa CD single |                               |         |  |
| N.º              | Título                        | Duração |  |
| 1.               | "Only U"                      | 3:07    |  |
| 2.               | "Turn It Up" (com Ja Rule)    | 4:21    |  |
| 3.               | "Only U" (Kelly G's Club Mix) | 3:30    |  |
| 4.               | "Only U" (videoclipe)         | 3:41    |  |

## Desempenho
| Tabelas musicais (2004-2005)               | Melhor posição |
| ------------------------------------------ | -------------- |
| Austrália - Australian Singles Chart       | 24             |
| Áustria - Austrian Singles Chart           | 30             |
| Bélgica - Belgian Singles Chart (Flanders) | 17             |
| Bélgica - Belgian Singles Chart (Wallonia) | 23             |
| Países Baixos - Dutch Top 40               | 18             |
| Europa - European Hot 100 Singles          | 4              |
| França - French Singles Chart              | 33             |
| Alemanha - German Singles Chart            | 12             |
| Irlanda - Irish Singles Chart              | 4              |
| Nova Zelândia - New Zealand Singles Chart  | 14             |
| Suécia - Swedish Singles Chart             | 43             |
| Suíça - Swiss Singles Chart                | 12             |
| Reino Unido - UK Singles Chart             | 2              |
| Estados Unidos - Billboard Hot 100         | 13             |
| Estados Unidos - Hot R&B/Hip-Hop Songs     | 10             |